# Vepsä (Turku)
Pour les articles homonymes, voir Vepsä.
Vepsä est une île de l'archipel finlandais et un quartier situés au sud du centre de Turku en Finlande. 

## Présentation
D'une superficie de 17 hectares l'île est située entre Rymättylä et Satava.
L'île est surtout une ile de loisirs et compte une vingtaine de chalets. 
L'île est est accessible en bateau-bus depuis Turku tous les jours.
Vepsä a une plage, un kiosque, un café-restaurant et des saunas, des bateaux et des canoës à louer. Pour ceux qui restent plus longtemps, il existe également des possibilités d'hébergement dans des gîtes en location. 
Dans la partie sud de l'île s'élève un rocher de 27 mètres de haut, d'où l'on a une vue imprenable sur la zone maritime environnante et ses îles.

## Galerie

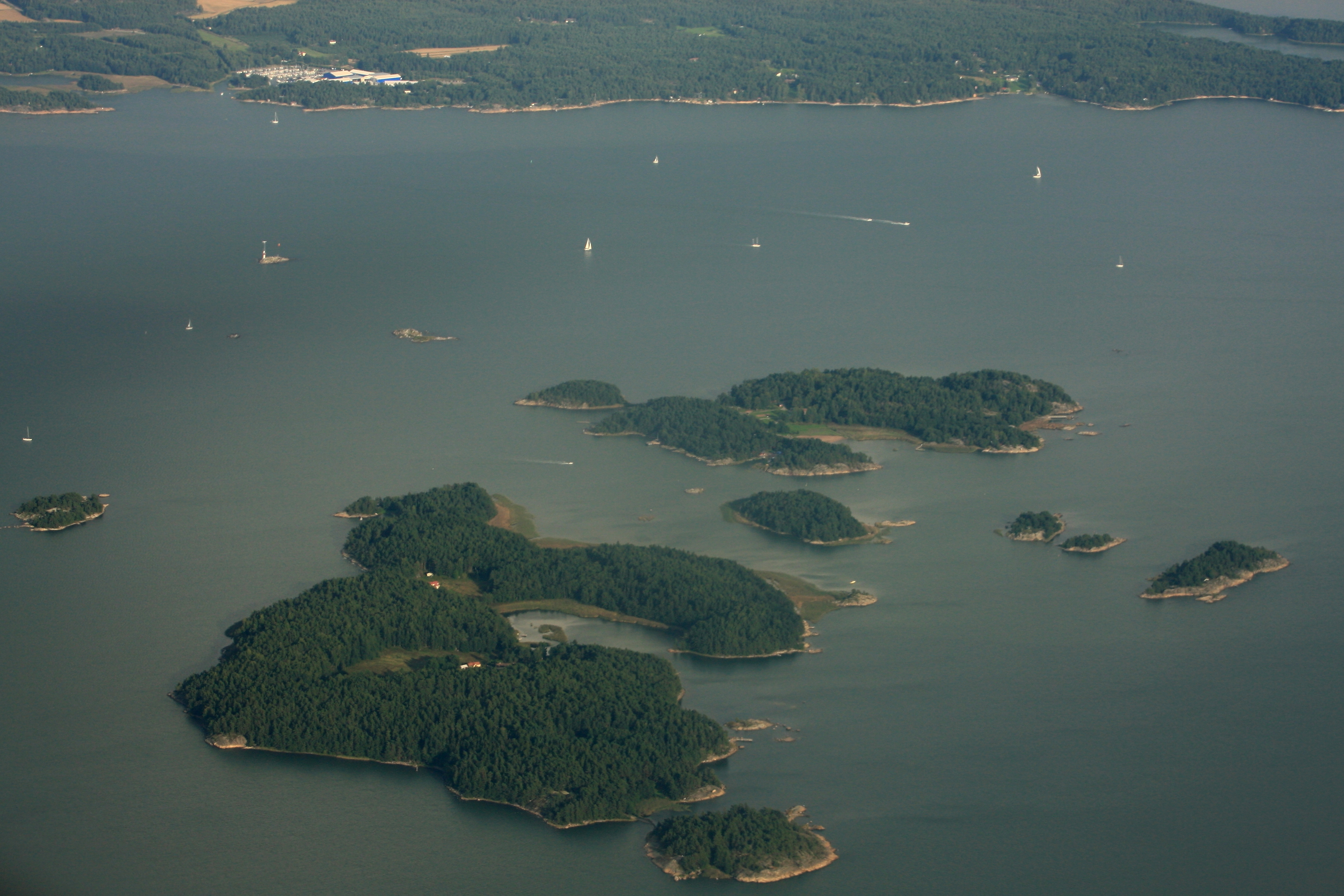
Vue aérienne des îles Kaarnitta, Vepsä et Satava.

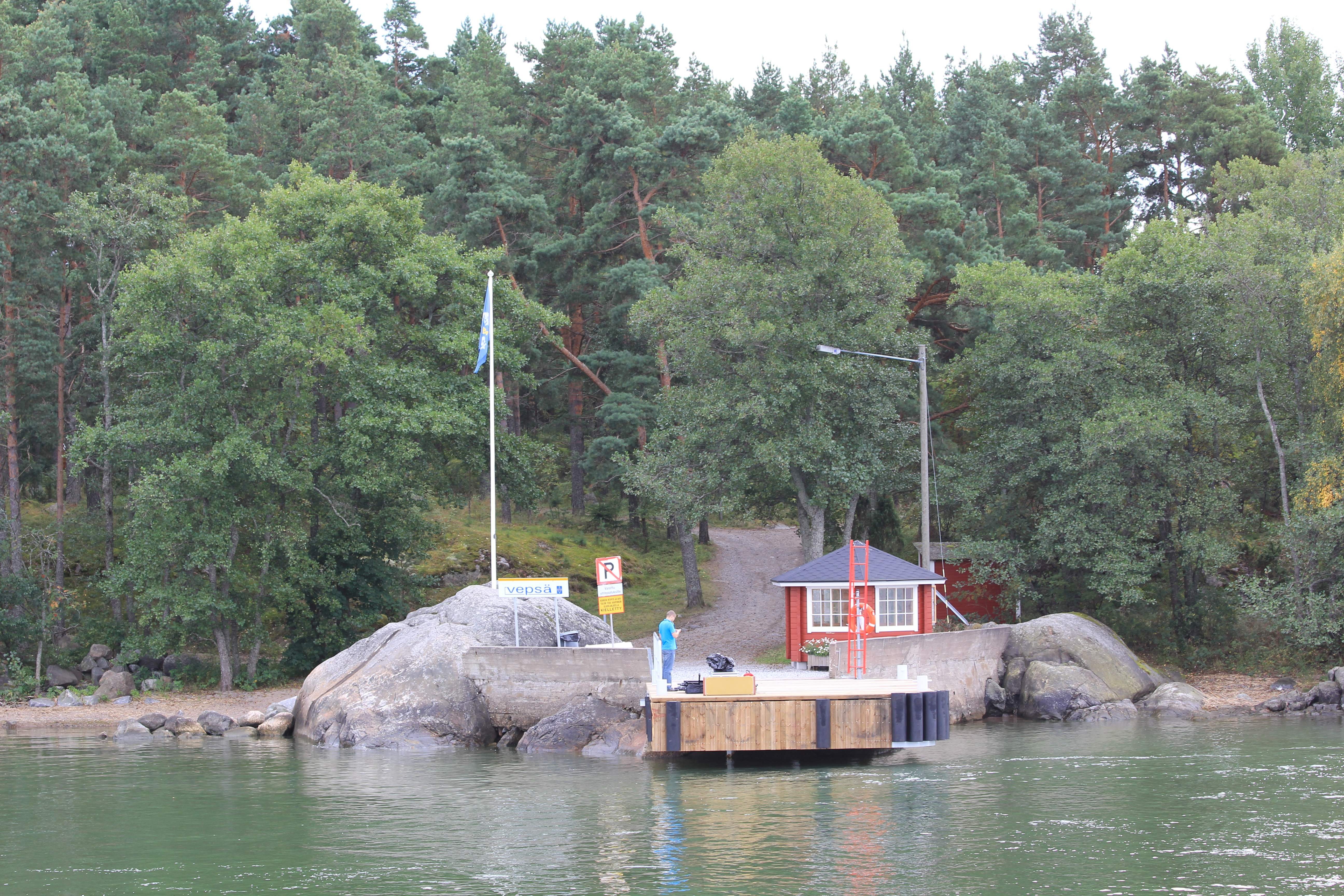
Embarcadère des traversiers.
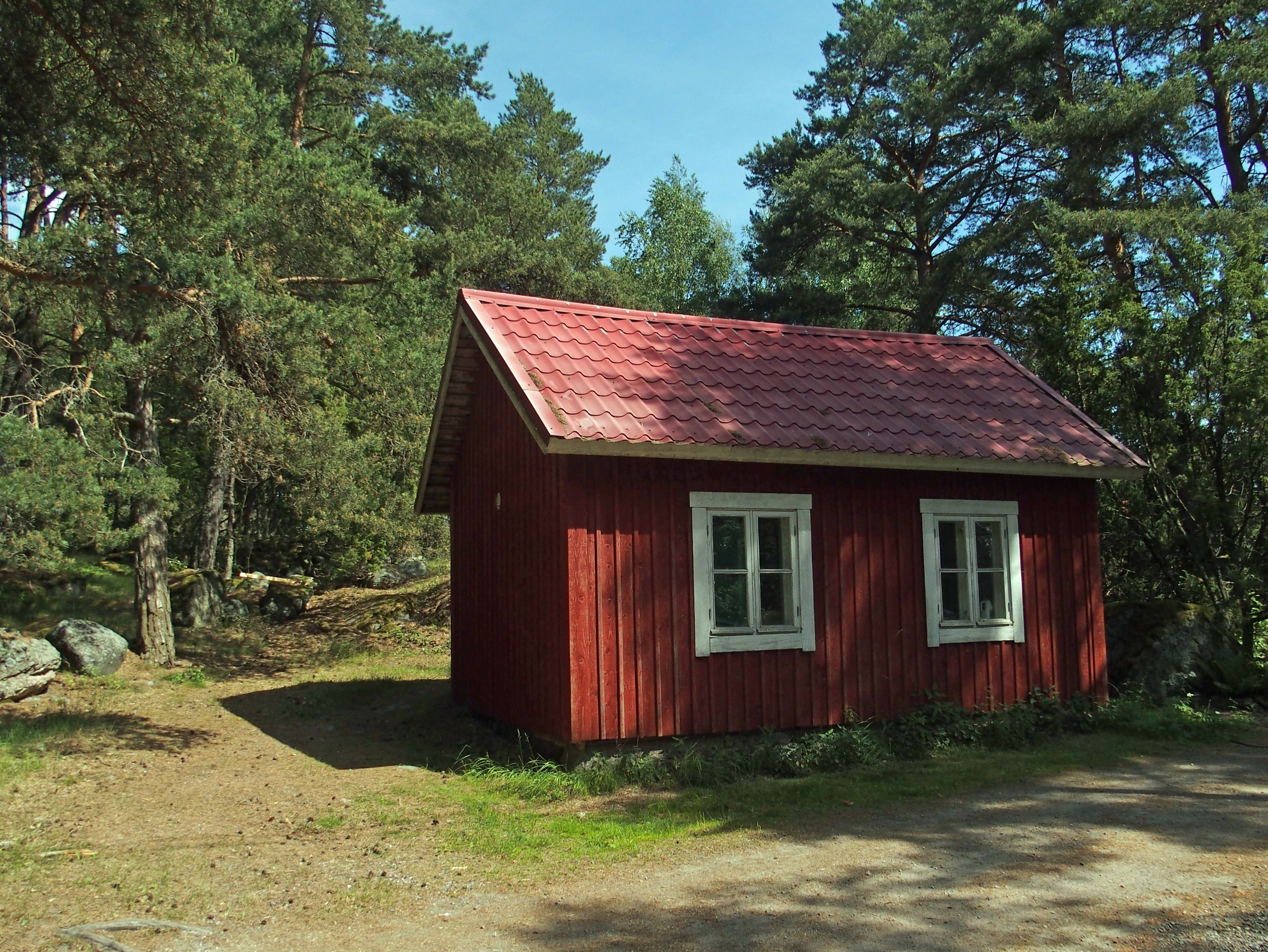
Chalet à Vepsä.